# Орвишеле (Бихор)
Орвишеле (рум. Orvișele) насеље је у Румунији у округу Бихор у општини Брустури. Oпштина се налази на надморској висини од 171 m.

## Становништво
Према подацима из 2002. године у насељу је живело 597 становника, од којих су сви румунске националности.